# درويش بن حبيب
درويش محمد عبيد بن حبيب (مواليد 7 يونيو 1995) لاعب كرة قدم إماراتي يجيد اللعب كحارس مرمى مع نادي البطائح معار من نادي الشارقة في دوري الخليج العربي الإماراتي .

## مسيرة اللاعب
لعب في نادي حتا ونادي الشارقة ونادي البطائح.

## روابط خارجية
- درويش بن حبيب على موقع قاعدة بيانات كرة القدم.إي يو (الإنجليزية)
- درويش بن حبيب على موقع Soccerway.com (الإنجليزية)